# 毛格群島
毛格群島是美國的群島，位於太平洋海域，屬於馬利安納群島的一部分，由3座島嶼組成，行政方面由北馬利安納群島負責管轄，總面積2.13平方公里，島上無人居住。

## 外部連結
- Pascal Horst Lehne and Christoph Gäbler: Über die Marianen. Lehne-Verlag, Wohldorf in Germany 1972.
- Oceandots.com （页面存档备份，存于）

20°01′12″N 145°13′20″E / 20.02000°N 145.22222°E